# Anguliphantes tripartitus
Anguliphantes tripartitus är en spindelart som först beskrevs av Miller och Svaton 1978.  Anguliphantes tripartitus ingår i släktet Anguliphantes och familjen täckvävarspindlar. Inga underarter finns listade i Catalogue of Life.